# Wereldkampioenschap voetbal 1990 (kwalificatie OFC)
Slechts 3 OFC teams schreven zich in voor de kwalificatie van het wereldkampioenschap voetbal 1990, Israël en Taiwan werden ook bij de OFC ingedeeld wegens de vele spanningen met buurlanden.

## Opzet
- Eerste ronde: Israël kreeg een vrijstelling en mocht direct naar de finale. De vier overige teams speelden in een knock-outfase tegen elkaar.
- Finaleronde: De drie teams spelen in groepsfase, de winnaar gaat naar de intercontinentale eindronde met een team van de CONMEBOL.

## Wedstrijden
Legenda

### Eerste ronde
|                  |                |                                                   |               |                                                                                    |
| 11 december 1988 | Chinees Taipei | 0 – 4                                             | Nieuw-Zeeland | Newtown Park, Wellington Toeschouwers: 2.500 Scheidsrechter: Chris Bambridge (AUS) |
| 11 december 1988 |                | 36' Wright 45' McClennan 57' Barkley 76' Halligan |               | Newtown Park, Wellington Toeschouwers: 2.500 Scheidsrechter: Chris Bambridge (AUS) |

|                  |                                    |       |                 |                                                                                        |
| 15 december 1988 | Nieuw-Zeeland                      | 4 – 1 | Chinees Taipei  | Western Springs Stadium, Auckland Toeschouwers: 7.500 Scheidsrechter: Gary Power (AUS) |
| 15 december 1988 | Wright 12' McClennan 17', 42', 49' |       | 56' (e.d.) Lund | Western Springs Stadium, Auckland Toeschouwers: 7.500 Scheidsrechter: Gary Power (AUS) |

Nieuw-Zeeland won met 8–1 over twee wedstrijden en plaatst zich voor de finaleronde.
|                  |            |       |           |                                                                                |
| 26 november 1988 | Fiji       | 1 – 0 | Australië | Prince Charles Park, Nadi Toeschouwers: 6,000 Scheidsrechter: Gary Fleet (NZL) |
| 26 november 1988 | Madigi 66' |       |           | Prince Charles Park, Nadi Toeschouwers: 6,000 Scheidsrechter: Gary Fleet (NZL) |

|                 |                                                         |       |           |                                                                                      |
| 3 december 1988 | Australië                                               | 5 – 1 | Fiji      | Macquarie Field, Newcastle Toeschouwers: 5.220 Scheidsrechter: Kenneth Wallace (NZL) |
| 3 december 1988 | Yankos 9', 69' (pen.) Spink 25' Arnold 84' Trimboli 87' |       | 89' Dalai | Macquarie Field, Newcastle Toeschouwers: 5.220 Scheidsrechter: Kenneth Wallace (NZL) |

Australië won met 5–2 over twee wedstrijden en plaatst zich voor de finaleronde.

### Finaleronde
Dit was een open strijd tussen drie gelijkwaardige tegenstanders: Nieuw-Zeeland haakte al snel af, nadat alle uitwedstrijden werden verloren. Het cruciale duel ging tussen Australië en Israël, waarbij Israël aan een gelijkspel genoeg had. Voor de wedstrijd maakte de Australische bondscoach Frank Arok antisemitische opmerkingen. De bij KV Mechelen zeer succesvolle Eli Ohana maakte het eerste doelpunt en stormde juichend naar de Australische reservebank, pronkend met zijn Jodenster. Australië kwam niet verder dan een gelijkspel en Arok werd ontslagen.
| Pos | Land          | Wed | Win | Gel | Ver | DV | DT | +/− | Pnt |
| --- | ------------- | --- | --- | --- | --- | -- | -- | --- | --- |
| 1.  | Israël        | 4   | 1   | 3   | 0   | 5  | 4  | +1  | 5   |
| 2.  | Australië     | 4   | 1   | 2   | 1   | 6  | 5  | +1  | 4   |
| 3.  | Nieuw-Zeeland | 4   | 1   | 1   | 2   | 5  | 7  | –2  | 3   |

|              |              |       |               |                                                                                                   |
| 5 maart 1989 | Israël       | 1 – 0 | Nieuw-Zeeland | Ramat Ganstadion, Ramat Gan, Israël Toeschouwers: 44.500 Scheidsrechter: Serge Muhmenthaler (SUI) |
| 5 maart 1989 | Rosenthal 7' |       |               | Ramat Ganstadion, Ramat Gan, Israël Toeschouwers: 44.500 Scheidsrechter: Serge Muhmenthaler (SUI) |

|               |                                      |       |               | |
| 12 maart 1989 | Australië                            | 4 – 1 | Nieuw-Zeeland | Sydney Football Stadium, Sydney, Australië Toeschouwers: 13.621 Scheidsrechter: Shizuo Takada (JPN) |
| 12 maart 1989 | Crino 15' Arnold 42', 55' Yankos 77' |       | 70' Dunford   | Sydney Football Stadium, Sydney, Australië Toeschouwers: 13.621 Scheidsrechter: Shizuo Takada (JPN) |

|               |                  |       |            |                                                                                               |
| 19 maart 1989 | Israël           | 1 – 1 | Australië  | Ramat Ganstadion, Ramat Gan, Israël Toeschouwers: 45.000 Scheidsrechter: Manfred Neuner (FRG) |
| 19 maart 1989 | Ohana 67' (pen.) |       | 72' Yankos | Ramat Ganstadion, Ramat Gan, Israël Toeschouwers: 45.000 Scheidsrechter: Manfred Neuner (FRG) |

|              |                        |       |           | |
| 2 april 1989 | Nieuw-Zeeland          | 2 – 0 | Australië | Mount Smart Stadium, Auckland, Nieuw-Zeeland Toeschouwers: 3.340 Scheidsrechter: Maidin Bin Singah (SIN) |
| 2 april 1989 | Dunford 19' Wright 80' |       |           | Mount Smart Stadium, Auckland, Nieuw-Zeeland Toeschouwers: 3.340 Scheidsrechter: Maidin Bin Singah (SIN) |

|              |                        |       |                           | |
| 9 april 1989 | Nieuw-Zeeland          | 2 – 2 | Israël                    | Mount Smart Stadium, Auckland, Nieuw-Zeeland Toeschouwers: 3.200 Scheidsrechter: Claude Bouillet (FRA) |
| 9 april 1989 | Wright 19' Dunford 35' |       | 16' Rosenthal 37' Klinger | Mount Smart Stadium, Auckland, Nieuw-Zeeland Toeschouwers: 3.200 Scheidsrechter: Claude Bouillet (FRA) |

|               |              |       |           | |
| 16 april 1989 | Australië    | 1 – 1 | Israël    | Sydney Football Stadium, Sydney, Australië Toeschouwers: 40.320 Scheidsrechter: Carlo Longhi (ITA) |
| 16 april 1989 | Trimboli 88' |       | 40' Ohana | Sydney Football Stadium, Sydney, Australië Toeschouwers: 40.320 Scheidsrechter: Carlo Longhi (ITA) |

### Intercontinentale play-off
Colombia kon in de thuiswedstrijd geen ruim afstand nemen van Israël en won slechts met 1-0 door een doelpunt van Albeiro Usuriaga. Israël kon in de return de achterstand niet goedmaken ondanks de aanwezigheid van topspelers als Eli Ohana en Ronny Rosenthal, beiden spelend in de Belgische competitie. Colombia plaatste zich voor de eerste keer sinds 1962 voor het WK. Usuriaga ging niet mee naar Italië, hij werd vanwege wangedrag verwijderd uit de selectie, werd in 1994 twee jaar geschorst vanwege cocaïnegebruik en werd in 2004 vermoord in een nachtclub onder onopgehelderde omstandigheden.
|                               |              |       |        | |
| 15 oktober 1989 15:30 (UTC−5) | Colombia     | 1 – 0 | Israël | Estadio Metropolitano Roberto Meléndez, Barranquilla Toeschouwers: 65.000 Scheidsrechter: Michel Vautrot (FRA) |
| 15 oktober 1989 15:30 (UTC−5) | Usuriaga 73' |       |        | Estadio Metropolitano Roberto Meléndez, Barranquilla Toeschouwers: 65.000 Scheidsrechter: Michel Vautrot (FRA) |

|                               |        |                    |          |                                                                                        |
| 30 oktober 1989 19:00 (UTC+2) | Israël | 0 – 0 (0 – 1 agg.) | Colombia | Ramat Ganstadion, Ramat Gan Toeschouwers: 50.000 Scheidsrechter: Edgardo Codesal (MEX) |
| 30 oktober 1989 19:00 (UTC+2) |        |                    |          | Ramat Ganstadion, Ramat Gan Toeschouwers: 50.000 Scheidsrechter: Edgardo Codesal (MEX) |

Colombia wint over twee wedstrijden met 1–0 en plaatst zich voor het hoofdtoernooi.